# Fannstöð
Fannstöð är en bergstopp i republiken Island. Den ligger i regionen Norðurland vestra, 200 km nordost om huvudstaden Reykjavík. Toppen på Fannstöð är 567 meter över havet.
Trakten runt Fannstöð är nära nog obefolkad, med mindre än två invånare per kvadratkilometer. Närmaste större samhälle är Sauðárkrókur, omkring 14 kilometer öster om Fannstöð. Trakten runt Fannstöð består i huvudsak av gräsmarker.